# Choi Deok-moon
Choi Deok-moon (en hangul, 최덕문; RR: Choe Deok-mun) es un actor surcoreano.

## Biografía
Estudió en el Instituto de las Artes de Seúl.

## Carrera
Es miembro de la agencia "HODU&U Entertainment" (호두앤유엔터테인먼트).
En marzo del 2007 se unió al elenco recurrente de la serie The Devil (también conocida como "Lucifer") donde interpretó a Kang Hee-soo, el hermano mayor de Kang Oh-soo (Uhm Tae-woong).
El 10 de noviembre del 2010 apareció en la película Haunters, donde dio vida a "Abby", una figura en las vidas de Cho-in (Gang Dong-won) e Im Kyu-nam (Go Soo).
En 2012 apareció en la serie God of War, donde interpretó al general Lee Hee-juk de la fortaleza de Cheolju.
En diciembre de 2014 se unió al elenco recurrente de la serie Schoolgirl Detectives (también conocida como "Seonam Girls High School Detectives"), donde dio vida a Ahn Hong-min, el padre de Ahn Chae-yool (Jin Ji-hee).
En 2015 apareció como invitado en la serie Hello Monster, donde interpretó a Na Bong-sung, el amigo endeudado de Lee Hyun (Seo In-guk), a quien Hyun siempre le pide un favor. En octubre del mismo año se unió al elenco recurrente de la serie Sassy Go Go, donde dio vida a Kim Byung-jae, el padre de Kim Yeol (Lee Won-keun) y un miembro del consejo de padres.
En julio de 2016 se unió al elenco recurrente de la serie Age of Youth (también conocida como "Hello, My Twenties!"), donde interpretó a Oh Jong-gyu, un hombre misterioso en la vida de Kang Yi-na (Ryu Hwa-young). Ese mismo mes se unió al elenco recurrente de la serie Gogh, The Starry Night, donde dio vida al director Choi Chang-seob. Así como al elenco de la serie Solomon's Perjury, donde interpretó a Kim Sang-deok, el guardia y conserje de la escuela secundaria.
En 2018 se unió al elenco recurrente de la serie Time, donde dio vida a Nam Dae-chul, el jefe del equipo legal de "W Group".
El 11 de marzo de 2019 se unió al elenco recurrente de la serie He Is Psychometric, donde interpretó a Kim Gap-yong, un testigo en el incendio del hospital. Ese mismo año apareció en la serie Goo Hae-ryung, la historiadora novata, donde dio vida a Min Ik-pyung, el segundo consejero de estado y miembro de la corte real.

## Filmografía

### Series de televisión
| Año         | Título                                        | Personaje                | Notas                         |
| ----------- | --------------------------------------------- | ------------------------ | ----------------------------- |
| 2025        | Riding Life                                   | Director Kim             |                               |
| 2025        | The Queen Who Crowns                          | Ha Ryun                  | [ 3 ]                         |
| 2024-25     | Check-in Hanyang                              | Hong Min-sik             | [ 4 ]                         |
| 2024        | Good Partner                                  | Park Ji-hwan             | Aparición especial            |
| 2024        | Chief Detective 1958                          | Yoo Dae-cheon            | [ 7 ] [ 8 ]                   |
| 2023        | A Bloody Lucky Day                            | Go Joo-hwan              | [ 9 ]                         |
| 2023        | Hermanos milagrosos                           | Jefe Oh                  | [ 10 ] [ 11 ]                 |
| 2023        | Moving                                        | Jeon Yeong-seok          | [ 12 ]                        |
| 2023        | Payback                                       | Nam Sang-il              | [ 13 ]                        |
| 2022-23     | The Forbidden Marriage                        | Gwaeng-i                 | [ 14 ]                        |
| 2022        | Yonder                                        | Editor jefe de Science M | Serie web                     |
| 2022        | Adamas                                        | Kang Hyuk-pil            |                               |
| 2022        | Doctor Lawyer                                 | Lee Do-hyeong            | [ 15 ]                        |
| 2022        | Green Mothers' Club                           | Joo-seok                 |                               |
| 2021        | Hospital Playlist 2                           | Choo Cheol-woo           | ep. 10 - (aparición especial) |
| 2021        | Vincenzo                                      | Tak Hong-shik            |                               |
| 2020        | Kairos                                        | Kim Yoo-seok             |                               |
| 2020        | The Search                                    | Han Dae-shik             |                               |
| 2020        | Money Game                                    | Gook Kyeong-min          |                               |
| 2019        | Goo Hae-ryung, la historiadora novata         | Min Ik-pyung             |                               |
| 2019        | Beautiful World                               | Choi Ji-kyung            |                               |
| 2019        | Doctor Prisoner                               | Jang Min-seok            |                               |
| 2019        | He Is Psychometric                            | Kim Gap-yong             | 5 episodios                   |
| 2019        | Drama Special: "Luwak Human"                  | Jung Joon-sik            | 2 episodios                   |
| 2018        | Drama Special: "Goodbye My Life Insurance"    | Padre Kim                | 1 episodio                    |
| 2018        | Feel Good to Die                              | Kang Myung-hae           | ep. 32                        |
| 2018        | Time                                          | Nam Dae-chul             |                               |
| 2018        | Are You Human Too?                            | David                    |                               |
| 2017        | Chicago Typewriter                            | Padre de Jeon-seol       | 2 episodios                   |
| 2016        | Solomon's Perjury                             | Kim Sang-deok            | (aparición especial)          |
| 2016        | Gogh, The Starry Night                        | Choi Chang-seob          |                               |
| 2016        | Age of Youth                                  | Oh Jong-gyu              |                               |
| 2016        | Memory                                        | Joo Jae-min              |                               |
| 2016        | Local Hero                                    | Director Min             |                               |
| 2016        | One More Happy Ending                         | Jefe de Song Soo-hyuk    |                               |
| 2015        | Sassy Go Go                                   | Kim Byung-jae            |                               |
| 2015        | Hello Monster                                 | Na Bong-sung             |                               |
| 2015        | Hogu's Love                                   | So Shi-min               |                               |
| 2014 - 2015 | Schoolgirl Detectives                         | Ahn Hong-min             |                               |
| 2014        | Cheo Yong                                     | Yang Soo-hyuk            |                               |
| 2014        | Triangle                                      | Jang Jeong-gook          |                               |
| 2014        | Drama Special – "I'm Dying Soon"              | Doctor                   | 1 episodio                    |
| 2013 - 2014 | Prime Minister and I                          | Go Dal-pyo               |                               |
| 2013        | Reply 1994                                    | Padre de Sam Cheon-po    |                               |
| 2013        | Shark                                         | Kang Hee-soo             |                               |
| 2012        | The King's Doctor                             | Rey Hyojong de Joseon    |                               |
| 2012        | Jeon Woo-chi                                  | Gye-son                  |                               |
| 2012        | I Love Lee Tae-ri                             | Tío de Lee Tae-ri        |                               |
| 2012        | God of War                                    | Gral. Lee Hee-juk        |                               |
| 2012        | Drama Special: "Culprit Among Friends"        | Detective de la Policía  | 1 episodio                    |
| 2011        | Drama Special: "Guardian Angel Kim Young Goo" | Kang-bae                 | 1 episodio                    |
| 2011        | Drama Special: "That Man is There"            | Yoon Jae-hoon            | 1 episodio                    |
| 2011        | Fermentation Family                           | Jo Dae-shik              |                               |
| 2010        | Drama Special: "An Awful Lot of Coincidences" | Kyung-soo                | 1 episodio                    |
| 2010        | The Slave Hunters                             | Jo Sun-bi                |                               |
| 2009 - 2010 | Can't Stop Now                                | Goo Jin-woo              |                               |
| 2008 - 2009 | Big Sister (My Pitiful Sister)                | Lee Deok-gi              |                               |
| 2007        | The Devil                                     | Kang Hee-soo             |                               |
| 2007        | Drama Special: "In the Flower Garden"         | Min-joon                 |                               |
| 2006        | The Snow Queen                                | Oh Shil-jang             |                               |
| 2006        | Drama Special: "While the Memory Is Asleep"   | Ingeniero                |                               |
| 2006        | Drama Special: "My Beautiful Friend"          | Chan-sik                 |                               |
| 2004        | Sunlight Pours Down                           | -                        |                               |
| 2003        | Good Person                                   | -                        |                               |

### Películas
| Año  | Título                                | Personaje                  | Notas                                                                                      | Ref.          |
| ---- | ------------------------------------- | -------------------------- | ------------------------------------------------------------------------------------------ | ------------- |
| 2024 | El día que florece el algodón         | Hwang Jin-soo              | junto a Park Won-sang y Woo Mi-hwa                                                         | [ 16 ]        |
| 2024 | Troll Factory                         | Choi Pyeong-ho             | junto a Son Seok-koo, Kim Sung-cheol, Kim Dong-hwi y Hong Kyung                            | [ 17 ] [ 18 ] |
| 2023 | Noryang: Sea of Death                 | Song Hee-rip               | junto a Kim Yoon-seok, Baek Yoon-sik, Jung Jae-young y Heo Joon-ho                         | [ 19 ] [ 11 ] |
| 2023 | Romance asesino                       | Director Choi              | Aparición especial, junto a Lee Ha-nee y Lee Sun-kyun                                      | [ 20 ]        |
| 2022 | Entrega urgente                       |                            | Aparición especial, junto a Park So-dam, Song Sae-byeok y Kim Eui-sung                     |               |
| 2020 | More Than Family                      | -                          | junto a Krystal, Shin Jae-hwi y Jang Hye-jin                                               |               |
| 2019 | My Punch-Drunk Boxer                  | Presidente Jang            | junto a Uhm Tae-goo, Lee Hye-ri, Kim Hee-won y Choi Joon-young                             |               |
| 2019 | Black Money                           | Seo Kwon-young             | junto a Cho Jin-woong, Lee Ha-nui, Lee Geung-young y Jo Han-chul                           |               |
| 2019 | Aewol - Written on the Wind           | Presidente Kim             | junto a Lee Chun-hee, Kim Hye-na, Song Yong-jin y Park Chul-min                            |               |
| 2019 | The King's Letters                    | Jung In-ji                 | junto a Song Kang-ho, Park Hae-il, Jeon Mi-seon, Kim Jun-han, Cha Rae-hyung y Yoon Jung-il |               |
| 2018 | The Drug King                         | Director Goo               | junto a Song Kang-ho, Jo Jung-suk, Bae Doona, Kim Dae-myung y Lee Hee-joon                 |               |
| 2018 | Adulthood                             | Padre de Kyung-eon         | junto a Uhm Tae-goo, Lee Jae-in, Jung Seo-yoon y Jang Hye-jin                              |               |
| 2018 | The Accidental Detective 2: In Action | Kim Jung-hwan              | junto a Kwon Sang-woo, Sung Dong-il, Lee Kwang-soo, Seo Young-hee y Lee Il-hwa             |               |
| 2018 | Microhabitat                          | Kim Rok-yi                 | junto a Esom, Ahn Jae-hong, Kim Jae-hwa y Kim Gook-hee                                     |               |
| 2017 | The Swindlers                         | Lee Kang-seok              | junto a Hyun Bin, Yoo Ji-tae, Bae Seong-woo, Park Sung-woong, Nana y Ahn Se-ha             |               |
| 2017 | Yongsoon                              | Padre                      | junto a Lee Soo-kyung, Kim Dong-young, Park Keun-rok, Jang Haet-sal y Choi Yeo-jin         |               |
| 2017 | Another Way                           | Oficial                    | junto a Kim Jae-wook, Seo Ye-ji, Kang Soo-jin y Jo Young-jin                               |               |
| 2015 | The Throne                            | Hong In-han                | junto a Song Kang-ho, Yoo Ah-in, Moon Geun-young, Kim Hae-sook y Park Won-sang             |               |
| 2015 | Assassination                         | Hwang Deok-sam             | junto a Jun Ji-hyun, Lee Jung-jae, Ha Jung-woo, Oh Dal-su y Park Byung-eun                 | [ 21 ]        |
| 2014 | Tuning Fork                           | Doctor                     | junto a Jo An, Kim Min-sang, Noh Young-hak y Ji Dae-han                                    |               |
| 2014 | Manhole                               | Kim Jong-ho                | junto a Jung Kyung-ho, Jung Yu-mi, Kim Sae-ron, Lee Young-yoo y Sung Yu-bin                |               |
| 2014 | The Admiral: Roaring Currents         | Cpt. Song Yeo-jong         | junto a Choi Min-sik, Ryu Seung-ryong, Jin Goo, Lee Jung-hyun, Kwon Yul y No Min-woo       |               |
| 2013 | Shorts Meet Shorts                    | Director de Cine           | junto a Choi Won-young, Kim Seo-hyung, Han Joo-wan y Bae Seul-ki                           |               |
| 2013 | The Terror Live                       | Kim Sang-mo                | junto a Ha Jung-woo, Lee Geung-young, Jeon Hye-jin, Lee David y Kim So-jin                 |               |
| 2013 | Mai Ratima                            | Dueño del Karaoke          | junto a Bae Soo-bin, Park Ji-soo, So Yoo-jin, Go Se-won y Lee Jun-hyeok                    |               |
| 2012 | The Thieves                           | Gerente del Casino         | junto a Kim Yoon-seok, Lee Jung-jae, Jun Ji-hyun, Kim Hae-sook, Oh Dal-su y Kim Soo-hyun   |               |
| 2012 | Doomsday Book: "A Brave New World"    | Cocinero                   | junto a Kim Roi-ha, Lee Kan-hee, Ma Dong-seok, Jung Woo, Kim Mu-yeol y Bong Joon-ho        |               |
| 2012 | Helpless                              | Ha Sung-sik                | junto a Kim Min-hee, Lee Sun-kyun, Song Ha-yoon, Cha Soo-yeon y Lee Hee-joon               |               |
| 2012 | Hoya (Eighteen, Nineteen)             | Moderador                  | junto a Yoo Yeon-seok, Baek Jin-hee, Uhm Hyun-kyung, Lee Young-jin y Jin Kyung             |               |
| 2011 | Hindsight                             | Jefe de banda de gánsteres | junto a Song Kang-ho, Shin Se-kyung, Chun Jung-myung, Kim Min-joon y Lee Geung-young       |               |
| 2011 | Officer of the Year                   | "Balbari"                  | junto a Park Joong-hoon, Lee Sun-kyun, Im Won-hee, Han Soo-yeon, Ko Joo-yeon y Joo Jin-mo  |               |
| 2010 | Acoustic: "Bakery Attack"             | Dueño de la Panadería      | junto a Lee Jong-hyun, Kang Min-hyuk, Yoon Ji-yeong y Kim Jeong-kwon                       |               |
| 2010 | Haunters                              | "Abby"                     | junto a Gang Dong-won, Go Soo, Jung Eun-chae, Yoon Da-kyeong y Abu Dod                     |               |
| 2010 | A Little Pond                         | Byung-do                   | junto a Shin Myung-cheol, Jeon Hye-jin, Park Chae-yeun, Lee Dae-yeon y Park Ji-a           |               |
| 2010 | A Good Night Sleep for the Bad        | Director Lee               | junto a Kim Heung-soo, Oh Tae-kyung, Seo Jang-won y Kim Tae-han                            |               |
| 2008 | Black Heart                           | Detective                  | junto a Shim Hye-jin, Kim Soo-mi, Lee Sang-woo, Lee Da-hee y Lee Kye-in                    |               |
| 2008 | Bleach                                | Esposo                     |                                                                                            |               |
| 2007 | Rainbow Eyes                          | Detective Lee              | junto a Kim Kang-woo, Kim Min-sun, Lee Soo-kyung y Kim Sung-ryung                          |               |
| 2007 | Soo                                   | Lee Won-jae                | junto a Ji Jin-hee, Kang Sung-yeon, Moon Sung-keun, Lee Ki-young y Oh Man-seok             |               |
| 2006 | Tool                                  | Joven Hombre               |                                                                                            |               |
| 2006 | Once in a Summer                      | Conocido de Seok-young     | junto a Lee Byung-hun, Soo Ae, Jeong Seok-yong, Lee Se-eun y Oh Dal-su                     |               |
| 2006 | Running Wild                          | Inspector Park             | junto a Kwon Sang-woo, Yoo Ji-tae, Son Byong-ho, Lee Joo-sil y Uhm Ji-won                  |               |
| 2006 | Silk Shoes                            | Man-soo                    | junto a Min Jeong-ki, Kim Da-hye, Lee Sung-min, Park No-shik y Min Sung-wook               |               |
| 2005 | Love Talk                             | Jo Byung-woon              | junto a Bae Jong-ok, Park Jin-hee, Park Hee-soon y Choi Ban-ya                             |               |
| 2005 | Antarctic Journal                     | Seo Jae-kyung              | junto a Song Kang-ho, Yoo Ji-tae, Kim Kyeong-ik, Park Hee-soon y Kang Hye-jung             |               |
| 2004 | When I Turned Nine                    | Park Pal-bong              | junto a Kim Seok, Lee Se-young, Na Ah-hyun, Kim Myung-jae y Ahn Nae-sang                   |               |
| 2004 | Mokpo The Harbor                      | Yong-gi                    | junto a Cho Jae-hyun, Cha In-pyo, Jung Sang-hoon y Park Chul-min                           |               |
| 2003 | Twenty Questions                      | -                          |                                                                                            |               |
| 2003 | ...ing                                | Gi-soo                     | junto a Im Soo-jung, Kim Rae-won, Lee Mi-sook y Kim Ji-young                               |               |
| 2002 | YMCA Baseball Team                    | Lee Eun                    | junto a Song Kang-ho, Kim Hye-soo, Kim Joo-hyuk, Hwang Jung-min y Kazuma Suzuki            |               |
| 2001 | Bad Guy                               | Myung-soo                  | junto a Cho Jae-hyun, Kim Yoon-tae, Kim Jung-young, Choi Yoon-young y Namkoong Min         |               |
| 2000 | Black Cut                             | Amigo                      |                                                                                            |               |
| 1999 | Peppermint Candy                      | Noh Jo-won                 | junto a Sol Kyung-gu, Moon So-ri, Kim Yeo-jin y Jo Han-chul                                |               |

### Aparición en programas de variedades
| Año  | Título                          | Notas                 |
| ---- | ------------------------------- | --------------------- |
| 2018 | 차이나는 클라스 - 질문 있습니다 | (ep. #73)             |
| 2016 | I Live Alone                    | (ep. #179) - invitado |

### Anuncios
| Año  | Evento                          | Notas |
| ---- | ------------------------------- | ----- |
| 2004 | 이야기 속 이야기 사건.사람.현상 |       |

### Teatro
| Año  | Título                                                     | Personaje | Notas |
| ---- | ---------------------------------------------------------- | --------- | ----- |
| 2016 | 흑흑흑 희희희                                              | -         |       |
| 2010 | B언소                                                      | -         |       |
| 2010 | Yang Deok-won's Story (양덕원이야기)                       | -         |       |
| 2009 | Neul-geun Thief Story (늘근도둑 이야기)                    | -         |       |
| 2008 | Thumb Girls (썸걸즈)                                       | -         |       |
| 2008 | Thermal Mom (엄마열전)                                     | -         |       |
| 2007 | Mask (가면)                                                | -         |       |
| 2007 | High Life (하이라이프)                                     | -         |       |
| 2007 | Speak During the Last 20 Minutes (마지막 20분 동안 말하다) | -         |       |
| 2006 | There (거기)                                               | -         |       |
| 2005 | Stones in his Pockets (주머니 속의 돌)                     | -         |       |
| 2005 | Dry and Wear Out (마르고 닳도록)                           | -         |       |